# August Wagenmann

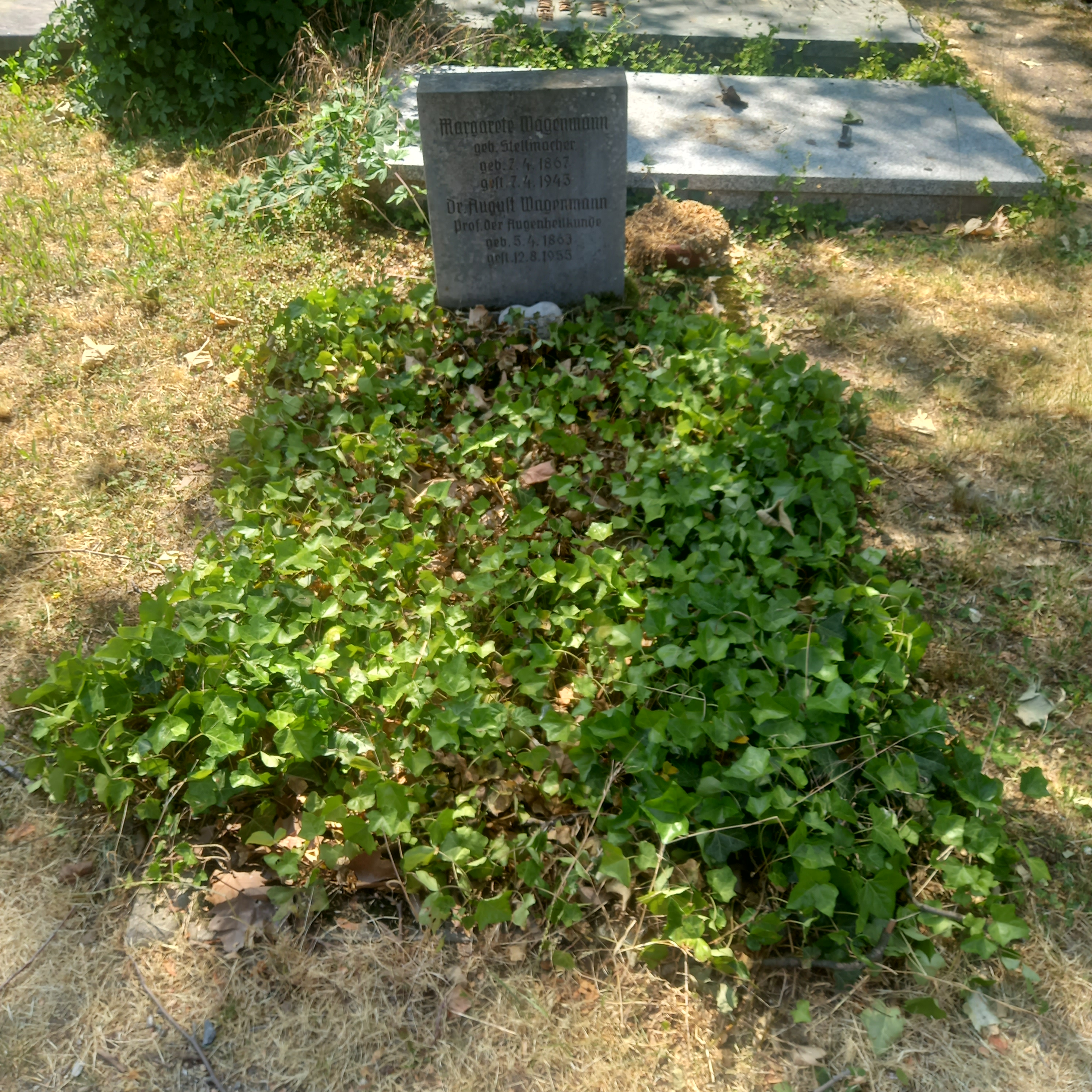
Das Grab von August Wagenmann und seiner Ehefrau Margarete geborene Stellmacher auf dem Neuenheimer Friedhof in Heidelberg

August Emil Ludwig Wagenmann (* 5. April 1863 in Göttingen; † 12. August 1955 in Heidelberg) war ein deutscher Augenarzt.

## Leben
August Wagenmann, Sohn des Theologen Julius August Wagenmann, absolvierte ein Studium der Medizin an den Universitäten Göttingen und München. In der Folge trat er eine Assistentenstelle an der Göttinger Universitäts-Augenklinik an, die unter der Leitung von Theodor Leber stand. 1888 habilitierte er sich als Privatdozent für Augenheilkunde, zwei Jahre später folgte er seinem Lehrer Theodor Leber an die Universität Heidelberg.
1892 folgte er einem Ruf auf einen Lehrstuhl für Augenheilkunde an die Universität Jena, den er bis 1910 innehatte. Im gleichen Jahr übernahm der zum Geheimen Hofrat ernannte Wagenmann in der Nachfolge von Theodor Leber den Lehrstuhl sowie die Leitung der Klinik in Heidelberg, nachdem er zuvor Rufe nach Erlangen und Straßburg abgelehnt hatte. 1935 wurde er emeritiert. Ein Jahr später wurde Wagenmann mit der Ehrenmitgliedschaft der Deutschen Ophthalmologischen Gesellschaft geehrt.
August Wagenmann – Verfasser zahlreicher wissenschaftlicher Arbeiten, speziell auf dem Gebiet der pathologischen Anatomie – erhielt für seine experimentellen Arbeiten über Zirkulationsstörungen in den Aderhaut- und Netzhautgefäßen den zum Gedächtnis an Albrecht von Graefe geschaffenen Von Graefe-Preis. Im Jahr 1943 erhielt er die Goethe-Medaille für Kunst und Wissenschaft.

## Schriften (Auswahl)
- Beitrag zur Kenntniss der Circulationsstörungen in den Netzhautgefässen, 1897
- Beitrag zur Kenntniss der Zündhütchenverletzungen des Auges, 1897
- Ueber zweimalige Durchbohrung der Augenhäute bei Eisensplitterverletzungen, 1901
- Zur Casuistik der Fremdkörperverletzungen des Auges, 1901
- Die Verletzungen des Auges: Mit Berücksichtigung der Unfallversicherung, In: Band 9, Teil 5 von Handbuch der gesamten Augenheilkunde / Graefe-Saemisch, Ausgabe 2, Engelmann, 1913
- Multiple Neurome des Auges und der Zunge. In: Ber Dtsch Opthalmol. Bd. 43, 1922, S. 282–285.